# Conducte auditiu extern

Anatomia de l'orella humana:
1: Orella externa: 2: Pavelló auricular, 3: Conducte auditiu extern, 4: Timpà.
5: Orella mitjana.
13: Orella interna.
Altres: 11: Os temporal.

El conducte auditiu extern és una cavitat de l'orella externa té la funció de conduir el so (les vibracions provocades per la variació de pressió de l'aire) des del pavelló auricular fins al timpà. El canal auditiu mesura 25 mm i té una freqüència de ressonància que és al voltant dels 3 kHz. En la seva trajectòria presenta, de fora endins: pèls, habitualment curts, irritables davant la presència de cossos estranys; i glàndules sebàcies, productores de cerumen (cera).
El conducte auditiu actua com una etapa de potència natural que amplifica automàticament els sons més baixos que procedeixen de l'exterior. Al mateix temps, en el cas contrari, si es produeix un so molt intens que pot danyar l'oïda, el conducte auditiu segrega cerumen (cera), de manera que es tanca parcialment el conducte i el protegeix. La cera de les orelles és una substància viscosa que té certs components químics que a més de protegir l'orella dels sons forts, el protegeix d'infeccions. La cera impedeix la penetració de pols i fixa les partícules estranyes.